# Zelenogorsk, Krasnojarsk kraj

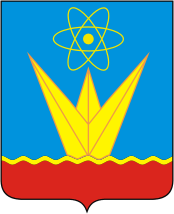
Stadens vapen.

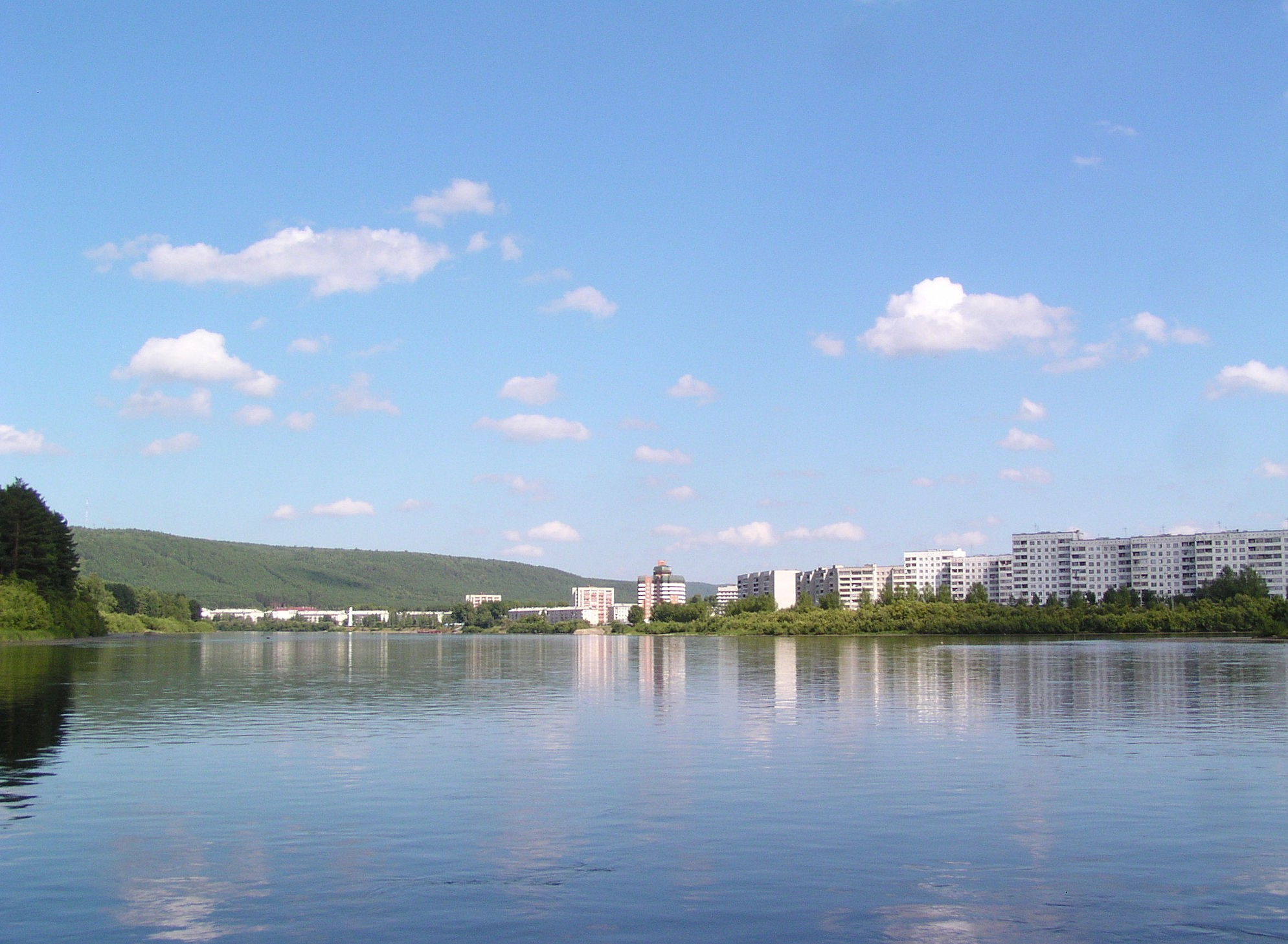

Zelenogorsk (ryska Зеленого́рск) är en så kallad stängd stad i Ryssland och är belägen vid floden Kan i de södra delarna av Krasnojarsk kraj. Folkmängden uppgick till 63 388 invånare i början av 2015. Zelenogorsk fick stadsrättigheter 1956.